# Thomas Goyard
Thomas Goyard (La Trinité, Martinica, 15 de enero de 1992) es un deportista francés que compite en vela en la clase RS:X. Su hermano Nicolas compite en el mismo deporte.
Participó en los Juegos Olímpicos de Tokio 2020, obteniendo una medalla de plata en la clase RS:X.
Ganó dos medallas de bronce en el Campeonato Mundial de RS:X, en los años 2014 y 2020, y dos medallas en el Campeonato Europeo de RS:X, oro en 2016 y bronce en 2019.

## Palmarés internacional
| \| Juegos Olímpicos \| Juegos Olímpicos \| Juegos Olímpicos \| Juegos Olímpicos \| \| Año \| Lugar \| Medalla \| Clase \| \| ------------------ \| -------------------- \| ----------------- \| ---------------- \| \| 2020 \| Tokio (Japón) \| Medalla de plata \| RS:X \| \| Campeonato Mundial \| \| \| \| \| Año \| Lugar \| Medalla \| Clase \| \| 2014 \| Santander (España) \| Medalla de bronce \| RS:X \| \| 2020 \| Sorrento (Australia) \| Medalla de bronce \| RS:X \| \| Campeonato Europeo \| \| \| \| \| Año \| Lugar \| Medalla \| Clase \| \| 2016 \| Helsinki (Finlandia) \| Medalla de oro \| RS:X \| \| 2019 \| El Arenal (España) \| Medalla de bronce \| RS:X \| |                      |                   |       |
| Juegos Olímpicos |                      |                   |       |
| Año | Lugar                | Medalla           | Clase |
| 2020 | Tokio (Japón)        | Medalla de plata  | RS:X  |
| Campeonato Mundial |                      |                   |       |
| Año | Lugar                | Medalla           | Clase |
| 2014 | Santander (España)   | Medalla de bronce | RS:X  |
| 2020 | Sorrento (Australia) | Medalla de bronce | RS:X  |
| Campeonato Europeo |                      |                   |       |
| Año | Lugar                | Medalla           | Clase |
| 2016 | Helsinki (Finlandia) | Medalla de oro    | RS:X  |
| 2019 | El Arenal (España)   | Medalla de bronce | RS:X  |